# 日本四名山
日本四名山（にほんよんめいざん）は、日本を代表する4つの山のこと。
- 富士山（静岡県、山梨県）
- 立山（富山県）
- 御嶽山（長野県、岐阜県）
- 大山（鳥取県、岡山県）

以上の4つの山が、日本四名山とされる。日本四名山は4つともに深田久弥による日本百名山に選定されている。
今現在、日本四名山を扱う明確な論拠に乏しいため、近年提唱された説が次第に広まったものと臆される。

## 日本四名山一覧
- 富士山（ふじさん）は、静岡県（富士宮市、裾野市、富士市、御殿場市、小山町）と山梨県（富士吉田市、鳴沢村）に跨る活火山。標高3776mで、日本最高峰。日本三霊山の一つ。
- 立山（たてやま）は、富山県南東部にある飛騨山脈北部の群峰、雄大な山塊（立山連峰、及び、後立山連峰）。日本三霊山の一つ。
- 御嶽山（おんたけさん）は、長野県（木曽町、王滝村）と岐阜県（下呂市）に跨る山。標高3067m。
- 大山（だいせん）は、鳥取県（大山町、伯耆町、江府町、琴浦町、倉吉市）と岡山県（真庭市）に跨る山。標高1729m。

## ギャラリー

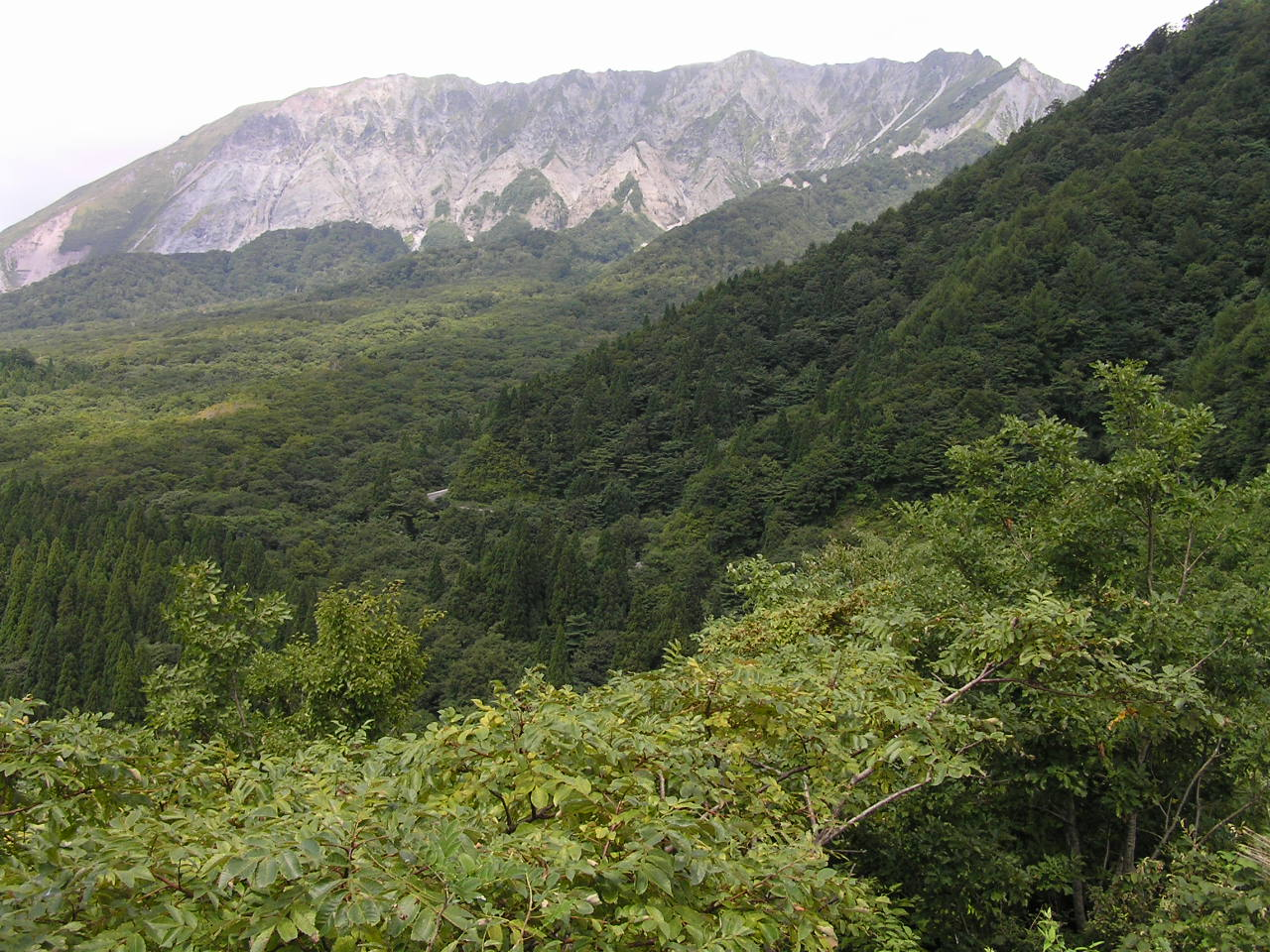
大山（鍵掛峠より望む）